# André-Paul Antoine
Pour les articles homonymes, voir Antoine.
André-Paul Antoine est un réalisateur, scénariste et dialoguiste français né le 17 août 1892 dans le 18e arrondissement de Paris et mort le 10 octobre 1982 dans ce même arrondissement, d'un arrêt cardiaque dans son sommeil.

## Biographie
André-Paul Antoine est le fils d'André Antoine et le père de Jacques Antoine.
Il débuta au cinéma en 1928, en tournant un documentaire.
En 1960, il apparaît dans le court-métrage Le Rondon d'André Berthomieu.
Il fut vice-président de la Société des auteurs et compositeurs dramatiques, secrétaire général du Syndicat des auteurs et compositeurs, et titulaire d'une chaire d'histoire du théâtre contemporain et de littérature dramatique à l'École supérieure de journalisme (Paris). 

## Filmographie

### Comme réalisateur
- 1928 : Chez les mangeurs d'hommes (documentaire)
- 1930 : Mon cœur incognito (coréalisation : Manfred Noa) (+ scénario)
- 1930 : La Folle Aventure (+ scénario)

### Comme scénariste
Scénario
- 1922 : Les Mystères de Paris de Charles Burguet
- 1924 : Le Miracle des loups de Raymond Bernard
- 1934 : Chansons de Paris de Jacques de Baroncelli
- 1935 : Kœnigsmark de Maurice Tourneur
- 1935 : Variétés, de Nicolas Farkas
- 1936 : Le Golem de Julien Duvivier
- 1940 : Sans lendemain de Max Ophüls
- 1943 : Le Camion blanc de Léo Joannon
- 1945 : La Ferme du pendu de Jean Dréville
- 1946 : La Tentation de Barbizon de Jean Stelli
- 1946 : Étoile sans lumière de Marcel Blistène
- 1946 : Trente et quarante de Gilles Grangier
- 1947 : Les Trois Cousines de Jacques Daniel-Norman
- 1947 : Le Village perdu de Christian Stengel
- 1948 : Rocambole de Jacques de Baroncelli
- 1948 : La Revanche de Baccarat de Jacques de Baroncelli
- 1950 : Rendez-vous avec la chance d'Emil-Edwin Reinert
- 1951 : Dakota 308 de Jacques Daniel-Norman
- 1951 : Barbe-Bleue de Christian-Jaque
- 1951 : Dupont Barbès d'Henri Lepage
- 1952 : Tempête sur les Mauvents de Gilbert Dupé et Alejandro Perla
- 1952 : La Danseuse nue de Pierre-Louis
- 1954 : Destinées de Christian-Jaque, Jean Delannoy, Marcel Pagliero

Dialogues
- 1935 : Jonny, haute-couture de Serge de Poligny
- 1935 : Barcarolle de Gerhard Lamprecht et Roger Le Bon
- 1938 : L'Affaire Lafarge de Pierre Chenal
- 1938 : Carrefour de Curtis Bernhardt
- 1939 : La Brigade sauvage de Marcel L'Herbier
- 1940 : L'Émigrante de Léo Joannon
- 1940 : De Mayerling à Sarajevo de Max Ophüls
- 1943 : Pierre et Jean d'André Cayatte
- 1944 : Le Carrefour des enfants perdus de Léo Joannon

Scénario et dialogues
- 1935 : Retour au paradis / Vacances de Serge de Poligny
- 1936 : L'Île des veuves, de Claude Heymann
- 1936 : La Tendre Ennemie de Max Ophüls (roman)
- 1937 : Maman Colibri de Jean Dréville
- 1937 : Un déjeuner de soleil de Marcel Cravenne
- 1939 : Rappel immédiat de Léon Mathot
- 1940 : La Nuit merveilleuse de Jean-Paul Paulin
- 1942 : La Croisée des chemins d'André Berthomieu
- 1945 : Le Cavalier noir de Gilles Grangier
- 1945 : Bifur 3 de Maurice Cam
- 1953 : Rires de Paris d'Henri Lepage

Autres
- 1943 : L'Inévitable Monsieur Dubois de Pierre Billon (pièce)
- 1947 : Supé för två de Ragnar Averdson (pièce)
- 1953 : Alerte au Sud de Jean Devaivre (histoire)
- 1954 : Théodora, impératrice de Byzance de Riccardo Freda (histoire)
- 1955 : French Cancan de Jean Renoir (idée)
- 1957 : La Dulce enemiga de Tito Davison (roman)

## Théâtre
Auteur
- 1922 : Démon noir, Grand-Guignol
- 1929 : L'Ennemie, mise en scène René Rocher, théâtre Antoine
- 1955 : La Tueuse, mise en scène René Rocher, théâtre du Grand-Guignol
- 1956 : Adieu la terre, mise en scène René Rocher, théâtre du Grand-Guignol
- 1956 : Je suis seule ce soir, mise en scène René Rocher, théâtre du Grand-Guignol
- 1961 : Les Ambassades d'après Roger Peyrefitte, mise en scène André Barsacq, théâtre du Grand-Guignol
- 1962 : Le Condamné de Pichwickton, mise en scène Georges Audoubert, Conservatoire national supérieur d'art dramatique
- 1997 : La Tueuse, mise en scène Christophe Emonet, Guichet Montparnasse